# Dotillidae
De Dotillidae is een familie van de superfamilie Ocypodoidea uit de infraorde krabben (Brachyura).

## Systematiek
De Dotillidae zijn onderverdeeld in volgende onderfamilies en geslachten:

### Onderfamilies
- Dotillinae Stimpson, 1858
- Sheniinae Ng, Clark & Cuesta, 2010

### Geslachten
- Dotilla  Stimpson, 1858
- Dotilloplax  Tweedie, 1950
- Dotillopsis  Kemp, 1919
- Potamocypoda  Tweedie, 1938
- Pseudogelasimus  Tweedie, 1937
- Tmethypocoelis  Koelbel, 1897